# Gilbert, Arizona
Gilbert, Arizona är en stad i den amerikanska delstaten Arizona med en yta av 111,9 km² och en befolkning, som i april 2005 beräknades uppgå till cirka 166 000 invånare. Av befolkningen är cirka 12 procent av latinamerikansk härkomst.
Staden är belägen i den centrala delen av delstaten cirka 30 km sydost om huvudstaden Phoenix.

## Kända personer från Gilbert
- Ryan Fitzpatrick, utövare av amerikansk fotboll